# Klaun očkatý
Klaun očkatý (Amphiprion ocellaris) je druh tropické ryby z čeledi sapínovití (Pomacentridae) a rodu Amphiprion. Druh popsal roku 1830 Georges Cuvier. Známý je z amerických animovaných filmů Hledá se Nemo a Hledá se Dory.

## Rozšíření
Areál výskytu sahá od Andamanského moře po severozápadní Austrálii, Indonésii a Filipíny, směrem severně až na Tchaj-wan a souostroví Rjúkjú. Obývá mělká korálová moře a laguny do hloubky asi 15 metrů.

## Popis

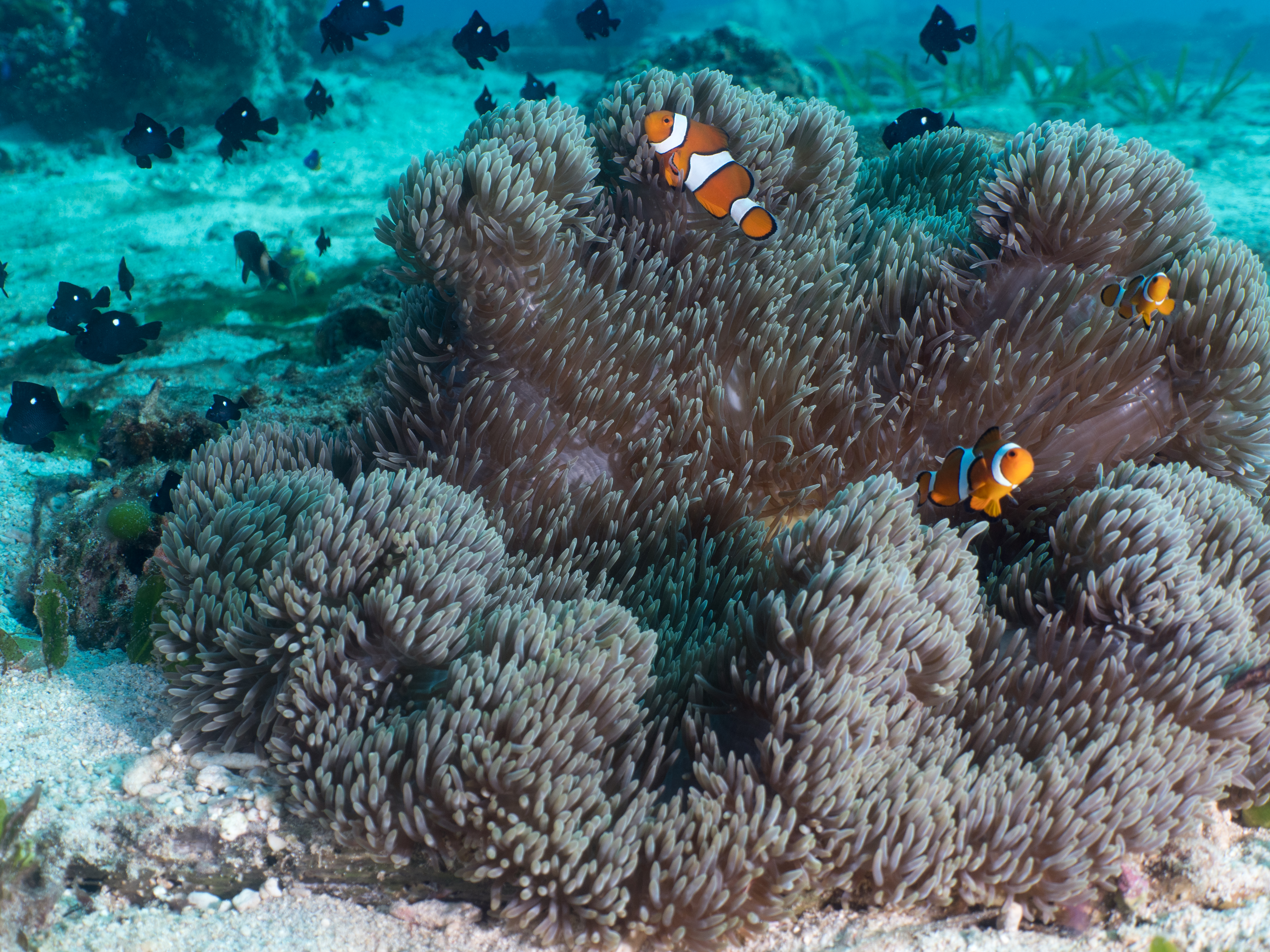
Sasanky poskytují klaunům očkatým velmi dobré útočiště. Vůči jejich žahavým buňkám jsou díky svému specifickému slizu, kterým jsou kryti po celém těle, imunní

Jde o menší druh ryby, dorůstá kolem 11 cm. Samice jsou větší než samci. Zbarvení je na celém těle výrazně oranžové, doplněné o bílé pruhy za očima, v oblasti zad a před ocasní ploutví. Okraje ploutví jsou černě lemovány. V okolí města Darwin v Severním teritoriu se vyskytuje tmavá varieta, zbarvená černou namísto oranžové. Vzhledem se klaun očkatý podobá klaunovi zdobenému (Amphiprion percula).

## Chování a život
Klaun očkatý je mezi lidmi široce známý pro své symbiotické vztahy s některými druhy mořských sasanek, zejména se jedná o sasanku velkolepou, sasanku obrovskou (Stichodactyla gigantea) a sasanku Mertensovu (Stichodactyla mertensii). Zatímco klaunovi sasanka poskytuje bezpečné útočiště před některými predátory, ryba sasanku zbavuje parazitů a zahání pryč dotěrné ryby, které si chtějí zpestřit jídelníček okusováním jejích ramen. Samotného klauna chrání před žahavými buňkami vrstva slizu na kůži. Druh je teritoriální a monogamní, jednu sasanku obvykle obývá pár dospělců společně s několika nedospělými samci.
Jedná se o proterandrického hermafrodita, pokud samice uhyne a ocitne se bez ní několik samců, samec prodělá vývoj na jinou dospělou samici (často přitom soupeří mezi sebou a samicí se stává vítězný dominantní samec), zatímco největší z nedospělých samců se vyvine v jiného dospělého samce.

### Proměna v jiné pohlaví
Během několika hodin projde dominantní samec procesem, s kterým se změní i jeho chování, jenž je typické pro kteroukoli „normální“ samici. Jako samičku ho respektují i podřízení samci. Střetne-li se proměněný samec s jinou samičkou, vyzve sokyni, jako každá jiná správná samice, na tvrdý souboj. Při změně pohlaví se hlavní dění odehrává uvnitř organismu. Nejprve se mění funkce mozku, mizí buňky typické pro samčí mozek, a naopak se množí buňky charakteristické pro mozek samic. Z toho lze usoudit, že se k změně pohlaví rozhodnou na základě vlastního úsudku, doslova „silou myšlenky“. Obvykle totiž k tomu dochází poté, co se několik samců utká v boji o jakousi nadvládu, z kterého vzejde vítězný dominantní samec, a ten, vědom si svého postavení, najednou změní své pohlaví. Nemusí však dojít k úplně proměně, nedotčené mohou být pohlavní žlázy i hladiny hormonů v krvi, a v takovém stavu „na půl cesty“ mohou být klauni očkatí i několik let. Ve společnosti ostatních ryb jsou ale považováni za „jasné“ samičky. Řada z nich nicméně prodělá kompletní pohlavní metamorfózu a je schopna naklást jikry.

### Rozmnožování, dožití
Rozmnožování může probíhat ve většině areálu výskytu celoročně, pouze v nejsevernějších oblastech s výjimkou zimních měsíců. Samec nedaleko sasanky vytváří hnízdo na obnažené skále, tření obvykle probíhá v časných hodinách během úplňku. Samice snáší 100 až 1000 (možná i 1500) malých oranžových až načervenalých jiker, které samec oplodní mlíčím. O takto počaté potomstvo se stará pouze samec. Bedlivě jikry střeží, kontroluje jejich stav a usilovným pohybem ploutví zajišťuje přísun čerstvé vody. Pokud některá z jiker podlehne plísni, samec ji jednoduše odstraní. Přibližně do týdne (během 6 až 8 dní) se z vajíček líhnou larvy, které přecházejí do krátkého stádia planktonu, kde se z nich vyvíjejí mladé ryby (vždy jen jako samci); ty se po několika dnech přesouvají zpět ke dnu. Klaun očkatý se dožívá asi 6 až 10 let.